# Samal Jeslämowa

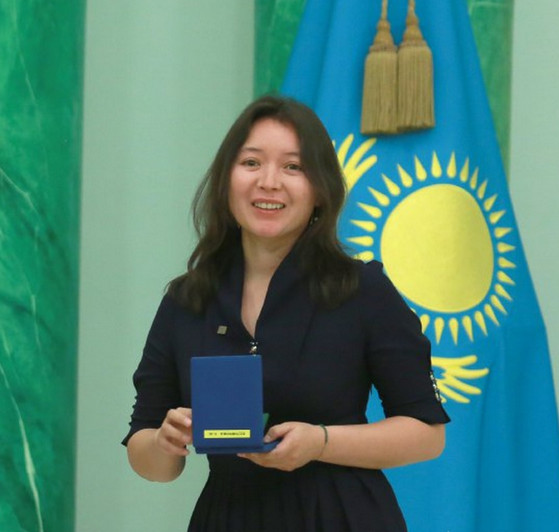
Samal Jeslämowa bei der Vergabe eines kasachischen Kulturpreises im Jahr 2018

Samal Ilijasqysy Jeslämowa (kasachisch Самал Ілиясқызы Есләмова Samal Iliiasqyzy Eslämova; russisch Самал Ильясовна Еслямова Samal Iljassowna Jesljamowa; englische Transkription Samal Yeslyamova; * 1. September 1984 in Petropawl, Kasachische SSR, Sowjetunion) ist eine kasachische Schauspielerin. Sie gewann bei den Internationalen Filmfestspielen von Cannes im Jahr 2018 den Preis als beste Darstellerin für ihre Hauptrolle in dem Drama Ayka.

## Leben
Jeslämowa wurde kurz nach ihrem Schulabschluss bei einem offenen Casting in ihrer Heimatstadt Petropawl von Agenten des Regisseurs Sergei Dworzewoi entdeckt. Dieser hatte talentierte Schauspieler für sein Drama Tulpan über Hirten in der kasachischen Steppe gesucht. Jeslämowa spielte die Schwester der Hauptfigur und damit eine der wichtigsten Nebenrollen. Der Film, der 2008 nach vier Jahren Dreharbeiten Premiere feierte, gewann in der Sektion Un Certain Regard bei den Filmfestspielen von Cannes 2008 und war der kasachische Beitrag für den Oscar in der Kategorie Bester fremdsprachiger Film im Jahr 2009.
Im Anschluss an die Dreharbeiten zu Tulpan absolvierte Jeslämowa zwischen 2007 und 2011 eine Schauspielausbildung an der Russischen Akademie für Theaterkunst in Moskau.
Für Sergei Dworzewoi stand Jeslämowa schließlich erneut vor der Kamera, dieses Mal für die Hauptrolle der Ayka im gleichnamigen Film, der bei den Filmfestspielen von Cannes im Jahr 2018 Premiere feierte und dort auch für die Goldene Palme nominiert war. Jeslämowa wurde für ihre Verkörperung einer jungen kirgisischen Mutter, die getrieben von Geldnot ihr Kind im Geburtshaus zurücklässt und sich verzweifelt auf Arbeitssuche in Moskau begibt, als beste Darstellerin ausgezeichnet. Sie ist damit die erste Schauspielerin aus der ehemaligen Sowjetunion, die den Preis gewonnen hat. Auch beim Filmfestival in Antalya sprach man ihr den Preis als beste Schauspielerin zu. Zudem wurde sie 2019 als beste Schauspielerin beim Asian Film Award ausgezeichnet.

## Filmographie
- 2008: Tulpan
- 2018: Ayka

## Auszeichnungen
- Beste Darstellerin bei den Internationalen Filmfestspielen von Cannes 2018[4]
- Beste Schauspielerin beim Filmfestival in Antalya 2018[5]
- Beste Schauspielerin beim Asian Film Award 2019[6]